# Vladimir Kara-Murza
Vladimir Vladimirovitj Kara-Murza, född 7 september 1981 i Moskva, är en rysk journalist och oppositionspolitiker. Han har jobbat för rörelsen Det öppna Ryssland och Partiet för folkets frihet. Från 2000 till 2003 var han rådgivare åt Boris Nemtsov. År 2012 gjorde Kara-Murza ett uttalande i amerikanska kongressen om människorättssituationen i Ryssland i samband med Magnitskij-lagen. Han har propagerat för införandet av liknande lagar i Kanada och EU. I april 2023 dömdes han till 25 års fängelse för landsförräderi för att ha yttrat sig negativt kring Rysslands invasion av Ukraina.

## Biografi
Mellan 2004 och 2012 var Kara-Murza chef för den oberoende ryska TV-kanalen RTVI:s kontor i Washington. År 2012 utsågs han till senior politisk rådgivare vid Institute of Modern Russia i New York. År 2014 började han som samordnare på Michail Chodorkovskijs organisation Open Russia Foundation ansvarig för halva Ryssland samt USA.
I maj 2015 lades Kara-Murza in på sjukhus efter att ha uppvisat symtom på förgiftning. Orsaken fastställdes aldrig. Han återhämtade sig från den misstänkta förgiftningen, men lades in på nytt i februari 2017 med liknande symtom. Efter att ha tillfrisknat något lämnade han Ryssland för behandling utomlands.
Enligt en gemensam studie utförd av Bellingcat, The Insider och Der Spiegel hade Kara-Murza vid tidpunkten för båda förgiftningarna varit skuggad av personal från ryska säkerhetstjänsten FSB:s forensiska institut under flera månader; samma institut som anklagades i samband med förgiftningarna av Aleksej Navalnyj. Enligt uppgift ska Kara-Murza ha varit förföljd ända sedan Nemtsovs död 2015. Kara-Murza tror att orsaken till mordförsöket på honom var hans arbete för att stödja införandet av Magnitskij-lagen.
I april 2023 dömdes Vladimir Kara-Murza till 25 års fängelse för bland annat landsförräderi efter att ha kritiserat Vladimir Putins beslut att inleda Rysslands invasion av Ukraina. Han frisläpptes och utlämnades till väst i en stor fångutväxling mellan Ryska federationen och ett antal västländer 1 augusti 2024.